# Challenger de Turín 2015
El torneo ATP Challenger Torino 2015 es un torneo profesional de tenis. Pertenece al ATP Challenger Series 2015. Se disputará su 1ª edición sobre superficie Tierra batida, en Turín, Italia entre el 27 de abril y el 2 de mayo de 2015.

## Jugadores participantes del cuadro de individuales
| Favorito | País                        | Jugador                | Rank1 | Posición en el torneo |
| -------- | --------------------------- | ---------------------- | ----- | --------------------- |
| 1        | Bandera de Túnez            | Malek Jaziri           | 89    | Segunda ronda         |
| 2        | Bandera del Reino Unido     | Aljaž Bedene           | 94    | Segunda ronda         |
| 3        | Bandera de Alemania         | Tobias Kamke           | 114   | Primera ronda         |
| 4        | Bandera de Bélgica          | Kimmer Coppejans       | 125   | FINAL                 |
| 5        | Bandera de Francia          | Édouard Roger-Vasselin | 127   | Primera ronda         |
| 6        | Bandera de los Países Bajos | Igor Sijsling          | 129   | Primera ronda         |
| 7        | Bandera del Reino Unido     | Kyle Edmund            | 130   | Cuartos de final      |
| 8        | Bandera de Italia           | Marco Cecchinato       | 150   | CAMPEÓN               |

- 1 Se ha tomado en cuenta el ranking del 20 de abril de 2015.

### Otros participantes
Los siguientes jugadores recibieron una invitación (wild card), por lo tanto ingresan directamente al cuadro principal (WC):
- Matteo Donati
- Stefano Napolitano
- Gianluigi Quinzi
- Lorenzo Sonego

Los siguientes jugadores ingresan al cuadro principal tras disputar el cuadro clasificatorio (Q):
- Karen Jachanov
- Maxime Hamou
- Gianluca Naso
- Edoardo Eremin

## Campeones

### Individual Masculino
- Marco Cecchinato derrotó en la final a  Kimmer Coppejans, 6–2, 6–3

### Dobles Masculino
- Wesley Koolhof /  Matwé Middelkoop derrotaron en la final a  Dino Marcan /  Antonio Šančić, 4–6, 6–3, [10–5]